# Chambertin (Pferd)
Chambertin (* 1993; † 9. Februar 2009) war ein dunkelbrauner Holsteiner Hengst, aus dem berühmten Holsteiner Stamm 18 a 2.
1993 kam Chambertin bei Hans Werner Trost in Brunsbek zur Welt. Chambertin war Seriensieger in Springpferdeprüfungen der Klassen A, L und M. In den Jahren 1998 und 1999 gewann er unter Jörg Naeve die Finalqualifikationen beim Bundeschampionat in Warendorf. 1999 wurde er zudem Holsteiner Landesmeister. Kurz darauf beendete ein Kreuzbandriss seine sportliche Karriere abrupt.
Bereits in den Jahren 2005 und 2006 waren acht, beziehungsweise sechs seiner Nachkommen fürs Bundeschampionat qualifiziert.
Die letzten Jahre seines Lebens wirkte er als Vererber auf dem Gestüt Birkhof im baden-württembergischen Donzdorf.
Am 9. Februar 2009 wurde er eingeschläfert, da ihm seine 1999 zugezogene Sportverletzung immer mehr zu schaffen machte.
Chambertin hinterließ über 100 eingetragene Zuchtstuten und zehn gekörte Söhne, darunter Chacco-Blue, Chalan und Codec, und zählt mit 146 Punkten zu den Top-Vererbern weltweit.
Er ist zugelassen für Hannover, Oldenburg, OS, Holstein, Rheinland/Pfalz-Saar, Bayern, Hessen, Baden-Württemberg, Thüringen, Sachsen, Italien und die Schweiz.

## Bekannte Nachkommen
- Cedric Teamolympiasieger in Peking / Hongkong 2008, Reiter: Laura Kraut
- Can do (ehemals: Catch me if you can unter Ludger Beerbaum) Olympiateilnehmer, Reiter: Kenneth Cheng
- Chacco-Blue (* 1998; † 2012), brauner Mecklenburger Hengst, Muttervater: Contender, geritten von André Plath, Alois Pollmann-Schweckhorst und Andreas Kreuzer
- Chalan Muttervater: Carolus I, Besitzer: Hengststation Gerd Sosath, Reiter: Hendrik Sosath
- Cazaro (* 2000), brauner Holsteiner Wallach, Muttervater: Athlet Z, Reiter: Carsten-Otto Nagel
- Chamiro (* 2005), Muttervater: Ramiro, Reservesieger von München, Gewinner des 30-Tage-Tests in Neustadt/Dosse
- Calma Schelly CIC***-Siegerin, Reiter: Marina Köhncke
- Calimero Reiter: Toni Hassmann
- Chamby († 18. Mai 2010), eingeschläfert nach einem schweren Sturz beim Turnier in La Baule, Reiter: Alexander Hufenstuhl, Besitzer: Sabina Illbruck